# Karl Ludwig Harding
Karl Ludwig Harding (29 de setembro de 1765 — 31 de agosto de 1834) foi um astrônomo alemão, notável pela descoberta do asteroide 3 Juno e da Nebulosa de Hélix.
Foi contratado em 1796 por Johann Hieronymus Schröter como um assistente, tendo descoberto Juno no observatório de Schröter's. Partiu então para Göttingen para ser assistente de Carl Friedrich Gauss.
A cratera Harding na Lua recebeu o nome a partir dele, tal como o asteroide 2003 Harding.

## Obras
- Atlas novus coelestis. Göttingen 1822. (1808-1823; reeditado por Jahn, 1856) que catalogou 120 000 estrelas
- Kleine astronomische Ephemeriden (editado com Wiessen, 1830-35)
- Von den bis jetzt bekannt gewordenen veränderlichen Sternen. em: Kleine astronomische Ephemeriden für 1831. 1830, pp. 109-121.